# Криптографски акцелератор
Криптографски акцелератор је уређај који врши процесорски-интензивно декриптовање/енкриптовање и тиме ослобађа централну процесорску јединицу која може да ради друге послове. Начелно, криптографски акцелератор је ко-процесор. Честа употреба криптографског акцелератора је код вебсервера за заштиту података који се преносе преко небезбедне мреже помоћу SSL (SSL убрзање). Физички, криптографски акцелератор је обично додатна картица која се утакне у слот на матичној плочи (на пример PCI или PCI-E).